# Ірина Вільде
Дарина Дмитрівна Макогон, відома як Іри́на Ві́льде (5 травня 1907, Чернівці — 30 жовтня 1982, Львів) — українська радянська письменниця. Лауреатка Шевченківської премії (1965) за феміністичний роман «Сестри Річинські». Перша жінка-лауреатка цієї премії. Депутат Верховної Ради УРСР 2-го скликання. Очолювала Львівську організацію Спілки письменників України (1965—1966).
Автор найбільшого роману з українських письменниць. Твори Ірини Вільде перекладалися польською, німецькою, російською, румунською, угорською та іншими мовами.

## Життєпис
Дарина Макогон народилася в родині вчителя та письменника Дмитра Макогона, який походив із Хоросткова (Галичина), працював учителем на Буковині; мати була німкенею. Брати: Орест (був учасником УВО, емігрував до Німеччини), Богдан (був вояком дивізії «Ваффен СС» Галичина, вирвався з Бродівського котла, емігрував до США).
Від 1922 року навчалася в гімназії в Чернівцях. У зв'язку з тим, що місто в 1918 році окупувала Румунія, 1923 року сім'я Макогонів переїхала до Станиславова в межах Другої Польської Республіки, де батько працював учителем. Дарина Макогон на все життя зберегла сентимент до буковинського краю.

### Початок письменництва
У Станиславові сім'я проживала на вул. Потічній, 6. Тут Дарина навчалася в гімназії Українського педагогічного товариства (1923—1927), її подругами були гімназистки Дарія Цвєк, Марина Крих. У той період починає писати. Як стверджує дослідниця Марія Вальо, перше оповідання «Марічка» було надруковане в тижневику «Український голос» у Перемишлі в 1926 році.
У 1928 році вступила до Львівського університету на гуманітарний відділ. Брала активну участь у діяльності позауніверситетського студентського гуртка україністів, члени якого виступали з доповідями на мовознавчі та літературознавчі теми, читали та обговорювали власні твори, деякі з них публікувалися у періодиці. Спочатку проживала на вул. Варненьчика, 24 (тепер вул. Цетнерівка), на 2-му курсі — в Академічному Домі на вул. Супінського, 21 (тепер вул. М. Коцюбинського), де познайомилася зі студентом Політехніки Євгеном Полотнюком, з яким пізніше одружилася, потім на вул. Хмільовій, 6.
1930 року під час пацифікацій Дарину Макогон не допустили до сесії, вона покинула університет, повернулася до Станиславова. Працювала вчителькою, дописувала до українських часописів. У 1930 році надруковано перше оповідання «Повість життя» (пізніше відоме під назвою «Поема життя»).
Від 1932 року проживала в Коломиї, працювала в редакції журналу «Жіноча доля» (1933—1939), була відповідальною редакторкою щомісячного додатку до цього журналу — «Світ молоді». Написала багато художніх творів. Була членкинею Пласту, а саме 12 куреня ім. кн. Романової у Станиславові.
Водночас публікувала свої твори у газеті «Діло», часописах «Назустріч», «Новий час». 1934 року написала свою першу повість «Вікна наростіж» (видано 1939 року). У 1935 році у львівському часописі «Нова хата» видала під псевдонімом «Ірина Вільде» повість «Метелики на шпильках» (окремим виданням у 1936 році) з часів навчання в Чернівецькій гімназії, і того ж року написала продовження — повість «Б'є восьма». У 1936 році отримала другу премію (перша премія не була присуджена) Товариства письменників і журналістів імені Івана Франка у Львові за 1935 рік. Серед претендентів були вже відомі письменниці Катря Гриневичева і Наталена Королева, але відомий літературний критик Михайло Рудницький наполіг, що премію має отримати Ірина Вільде, називаючи її талант європейським. Цей рік став тріумфальним для Ірини Вільде: надрукувала збірку оповідань «Химерне серце», почала писати роман «Сестри Річинські».
1936 року народила старшого сина Ярему.
Зібрала рукописи, опублікувала статті, спогади про Богдана-Ігоря Антонича.
У 1939 році вийшла друком повість «Повнолітні діти», яка склала разом із «Метелики на шпильках» і «Б'є восьма» цикл «Метелики на шпильках».

### Друга світова війна
У 1940 році Ірина Вільде прийнята до Спілки письменників УРСР.
Під час німецької окупації проживала в селі Микуличин (тепер Надвірнянський район Івано-Франківської області), чоловік працював у мережі ОУН. 1942 року народила другого сина Максима. Під час Карпатського рейду партизанського загону Сидора Ковпака у Полотнюків налагодилися деякі контакти з ним.
Після доносу місцевих поляків у гестапо чоловіка зарештували, і того ж дня Ірина з синами, попереджена німецькими урядовцями, втекла з Микуличина до батьків, які мешкали в Ходорові. Згодом чоловіка розстріляли гітлерівці, Вільде з дітьми переїхала до села Добрівляни (тепер Дрогобицький район) (тут мешкав брат Борис, одружений з Іванною Кецало, сестрою художника Зеновія Кецала), влітку 1944 року повернулася до Ходорова, де зустріла прихід «других совітів».

### Повоєнний період

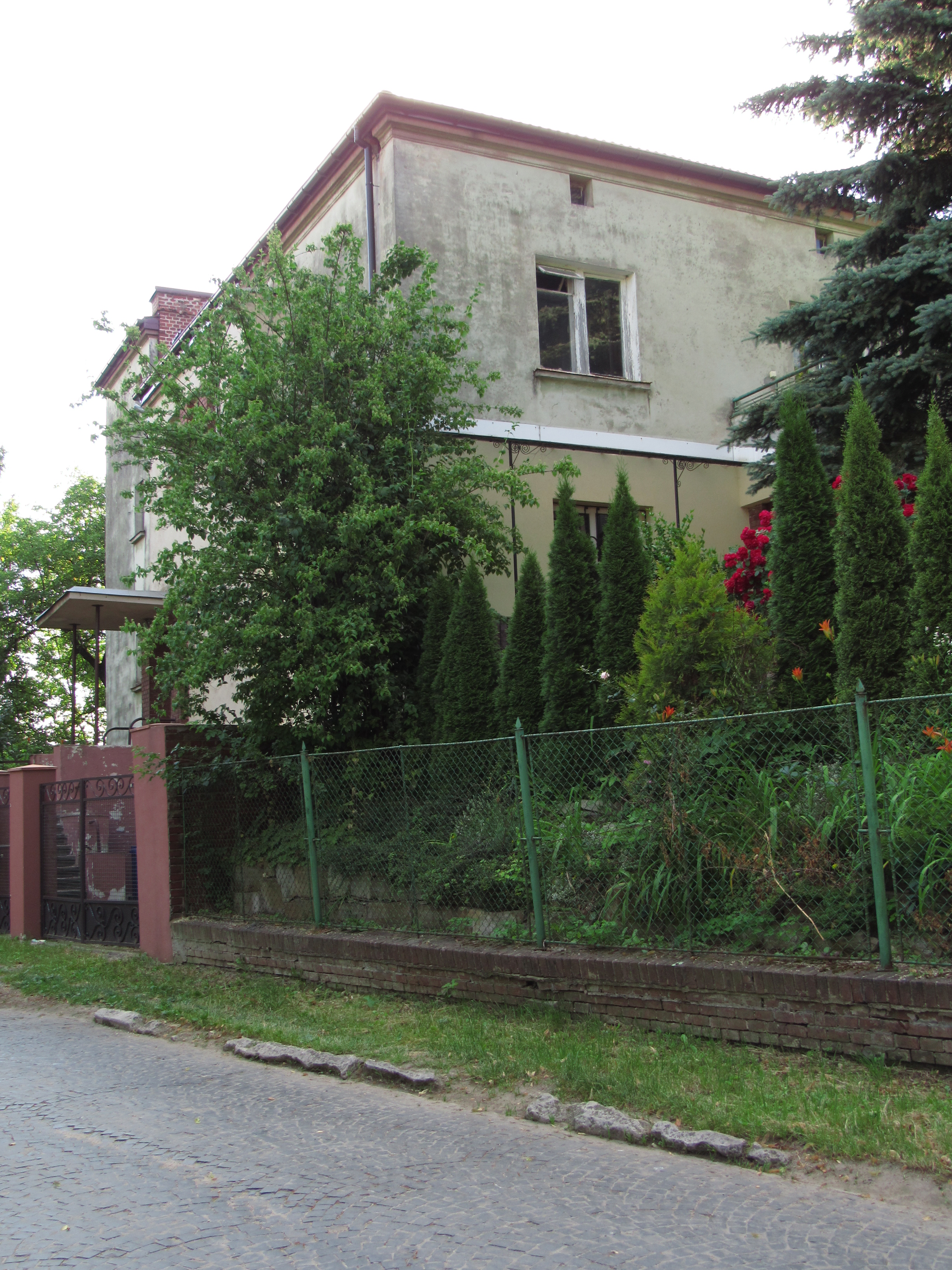
Будинок на вул. Чумацькій, 2, в якому жила І. Вільде

Восени 1944 року Ірина Вільде з синами переїхала до Львова, оселилася в Ольги Дучимінської на вул. Верхратського, 10, кв. 7; за сприяннями Михайла Рудницького 1946 року отримала житло в його свояків Терпиляків на вул. Кривоноса, 33, кв. 7.

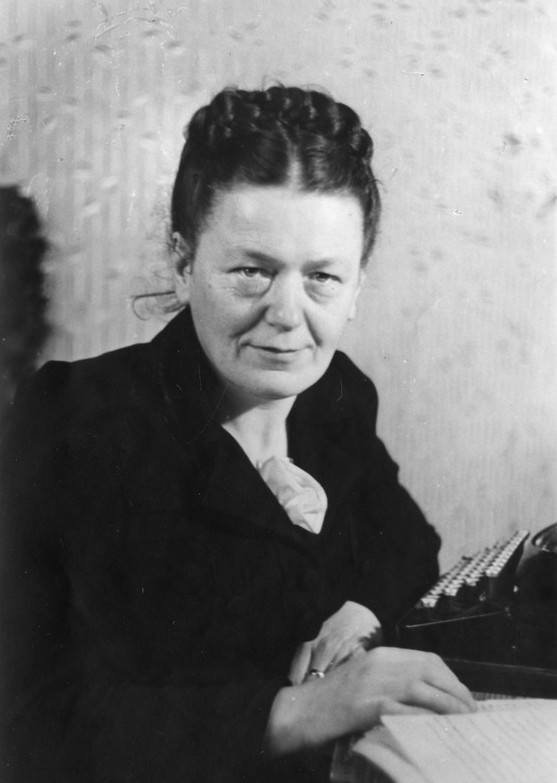
Ірина Вільде у 1947 році

У 1945-1949 роках Ірина Вільде працювала спецкореспонденткою газети «Правда Украины». 1947 року стала депутаткою Верховної Ради Української РСР за сприяння Сидора Ковпака. У 1949 році вийшла друком збірка оповідань «Зелена брама» на львівські теми.
У 1949-1951 роках Ірину Вільде піддали гонінням у Спілці письменників, як і Михайла Рудницького, за звинуваченнями в націоналізмі.
У травні 1950 року одружилася з російськомовним інженером з Харківщини, полковником КДБ Іваном Дроб'язком (1897-1971), що працював на одному з військових заводів, який збудував для неї дачний будинок у селі Дора біля Яремча. Дроб'язко відомий участю в долі дисидентів (наприклад, Слави Менкуш), про що пише в спогадах дисидент і громадський діяч Іван Гель.
Надалі гоніння вщухли, 1952 року Ірина Вільде опублікувала роман «Повнолітні діти», перероблений з циклу «Метелики на шпильках», в 1955-1956 в журналі «Жовтень» надруковано 1-й том роману «Сестри Річинські», який вийшов окремим виданням у 1958 році.
У 1960 році розлучилася з Дроб'язком. У 1963 році переселилася в будинок на вул. Чумацькій (у Професорській колонії).
Ірина Вільде опікувалася старшими літераторами Денисом Лукіяновичем, Михайлом Яцківим, Михайлом Рудницьким, молодими письменниками і поетами Дмитром Павличком, Романом Кудликом, Романом Гораком, Романом Іваничуком, який прозвав її «нанашкою», у своїй квартирі на вулиці Кривоноса у Львові і в селі Дора влаштовувала літературні салони, карнавальні маскаради. 1962 року влаштувала приїзд до Львова молодих київських поетів і літераторів-шістдесятників Івана Дзюби, Івана Драча, Миколи Вінграновського.

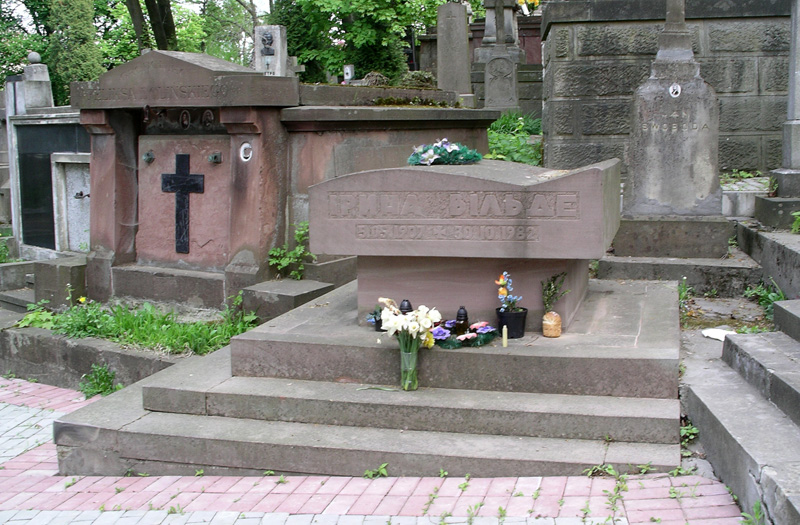
Могила Ірини Вільде у Львові на Личаківському цвинтарі

1964 року вийшов 2-й том «Сестер Річинських». За цей роман у 1965 році Ірині Вільде присуджено Шевченківську премію.
У 1965-1966 очолювала Львівську організацію Спілки письменників України. Запровадила в її середовищі традицію «Останньої сторінки»: в останній день кожного року проводити літературний вечір, на якому письменники читали якийсь зі своїх нових творів, яким завершували рік.
Численні життєві колізії і проблеми не оминули Ірину Вільде (тривалий час хворіла розсіяним склерозом). У 1950-х її старший син Ярема, захопившись східними мовами і літературами, прийняв іслам. Молодшого Максима кілька разів заарештовував КДБ (з початком Перебудови виїхав до США, на початку 1990-х загинув у автокатастрофі).
Померла 30 жовтня 1982 року. Похована на 59 полі Личаківського цвинтаря у Львові.

## Аналіз творчості
Рання проза Ірини Вільде розвивалася у руслі передусім неоромантизму та символізму — тогочасних тенденцій у літературі. На ній позначився вплив Ольги Кобилянської та Михайла Яцкова, з якими письменниця підтримувала особисті контакти, і польських письменниць Марії Домбровської та Зоф'ї Налковської. Вона була також обізнана із новітніми тенденціями загальноєвропейського літературного процесу.
Для ранніх творів Вільде характерні скупе оповідне начало та потужний потік ліризму, що було окреслено її однокурсником і приятелем Богданом-Ігорем Антоничем у рецензії (Антонич Б.-І., Твори.  Київ, 1998), що не була свого часу опублікована через смерть поета. Домінанта раннього стилю Вільде — новелістичність. Такий характер має і повість «Метелики на шпильках», у якій епізоди не зведені в композиційну цілісність.
Роман «Повнолітні діти» (Львів, 1939) у проблемно-тематичному плані є продовженням попередніх творів, зокрема, в ньому зберігається автобіографічне начало й посилюється психологізм у передачі становлення головної героїні Дарки Попович, зокрема її кохання до Данка Данилюка, що охоплює багату гаму суперечливих почуттів. Твір також висвітлює атмосферу життя українського населення Буковини під владою Румунії, що теж було продовження мотивів ранніх новел. Пізніша переробка роману на догоду соціалістичній критиці порушила психологічну достовірність світу «повнолітніх дітей», розвівши їх по різні сторони «класових барикад»: одних зробивши радянофілами, інших — «українськими буржуазними націоналістами».
Данину вимогам соцреалізму Вільде віддала у творах, зібраних у книгах «Яблуні зацвіли вдруге» (1949), «Нова Лукавиця» (1953), «Життя тільки починається» (1961), «Людське тепло» (1964; усі — Львів) та ін., де точність спостережень та психологічність характеристик часто поєднана зі схематичністю сюжетних розв'язок та прямолінійністю образів.

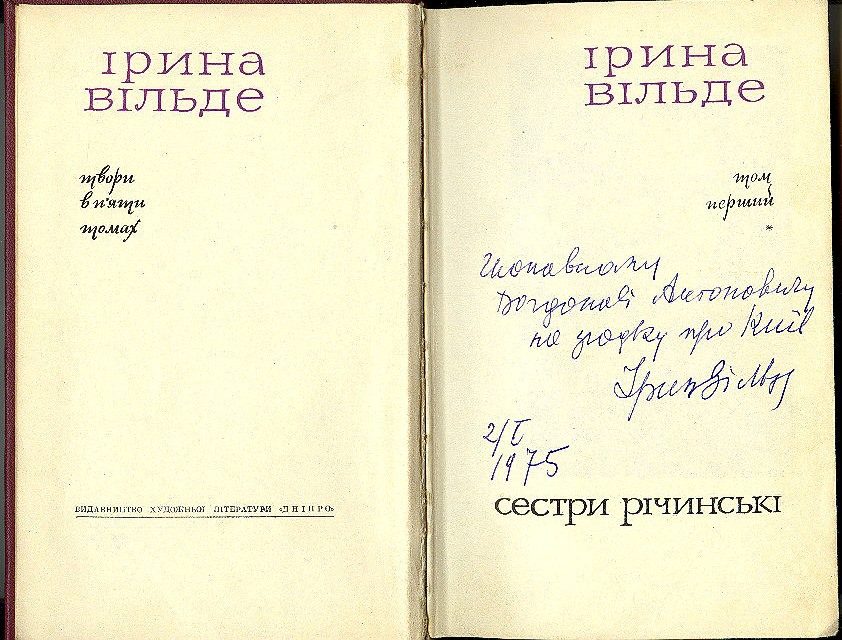
«Сестри Річинські» з афтографом авторки Богдану Антоновичу

### «Сестри Річинські»
Вершиною творчості Вільде став її роман «Сестри Річинські» (кн. 1, Львів, 1958; кн. 1–2, Київ, 1964; кн. 2, Львів, 1965). За жанром — сімейний роман-хроніка з гостро драматичним сюжетом, у якому відтворено портрет доби та панораму життя Галичини першої половини XX століття в єдності соціальних, побутових, філософських та індивідуально-психологічних начал крізь призму людських доль, з глибоким знанням жіночої психології.

## Громадянська позиція
Як голова Львівського відділення Спілки письменників України разом з Романом Іваничуком, Романом Лубківським, Яковом Стецюком, Володимиром Ґжицьким, головою Львівського відділення Спілки художників України Еммануїлом Миськом Ірина Вільде просила суд віддати на поруки літературного критика й мистецтвознавця Богдана Гориня, якого судили «за антирадянську діяльність». Це був своєрідний протест проти арештів.

## Нагороди
- Орден Трудового Червоного Прапора (23.01.1948)
- Орден «Знак Пошани» (1957)
- Орден Дружби народів (5.05.1977)
- Почесна грамота Президії Верховної Ради Української РСР (26.10.1956)
- Грамота Президії Верховної Ради Української РСР (6.11.1964)
- Шевченківська премія (1965)
- медалі

## Вшанування пам'яті

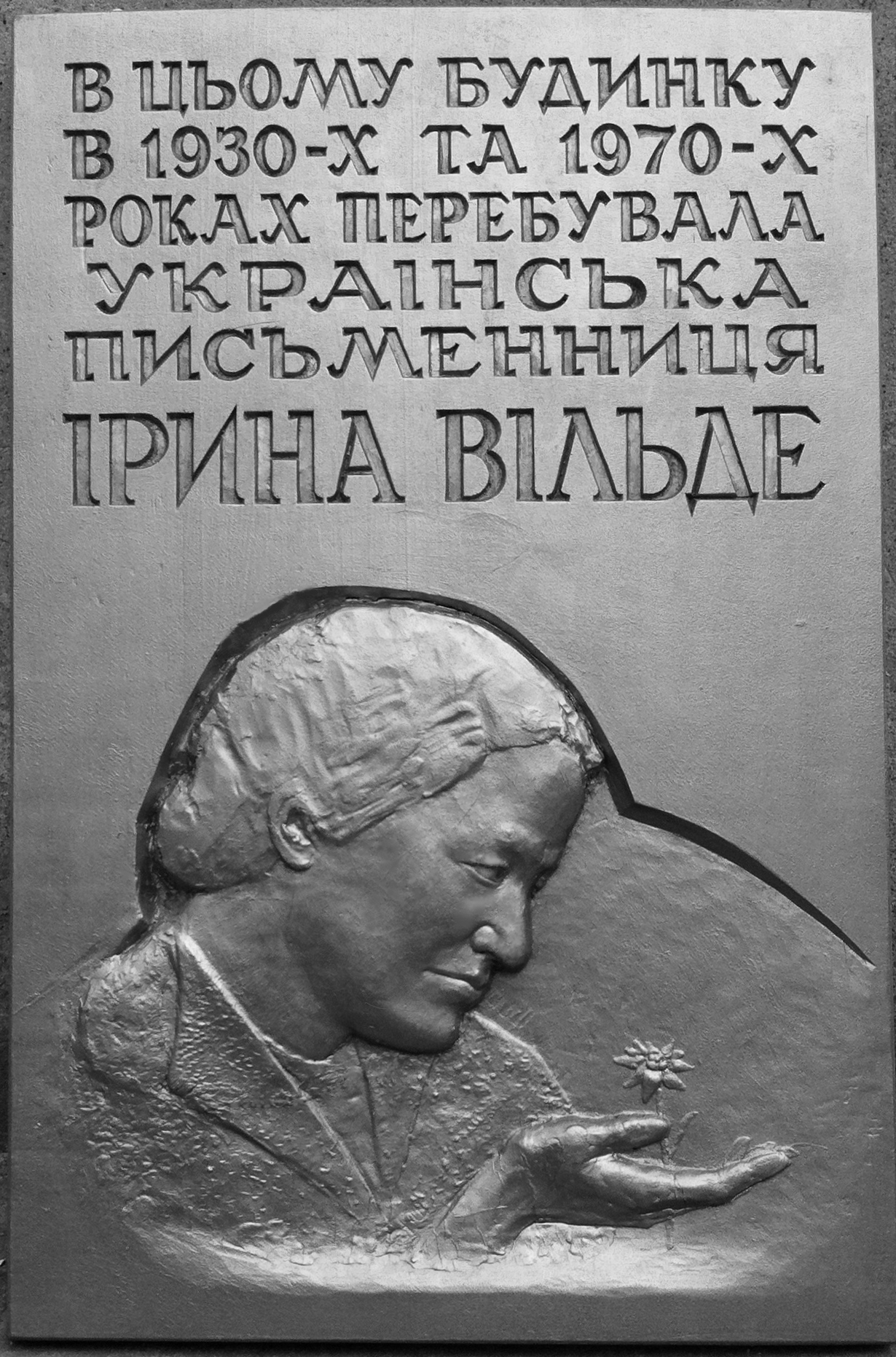
Меморіальна таблиця на будівлі Літературного музею Прикарпаття в Івано-Франківську

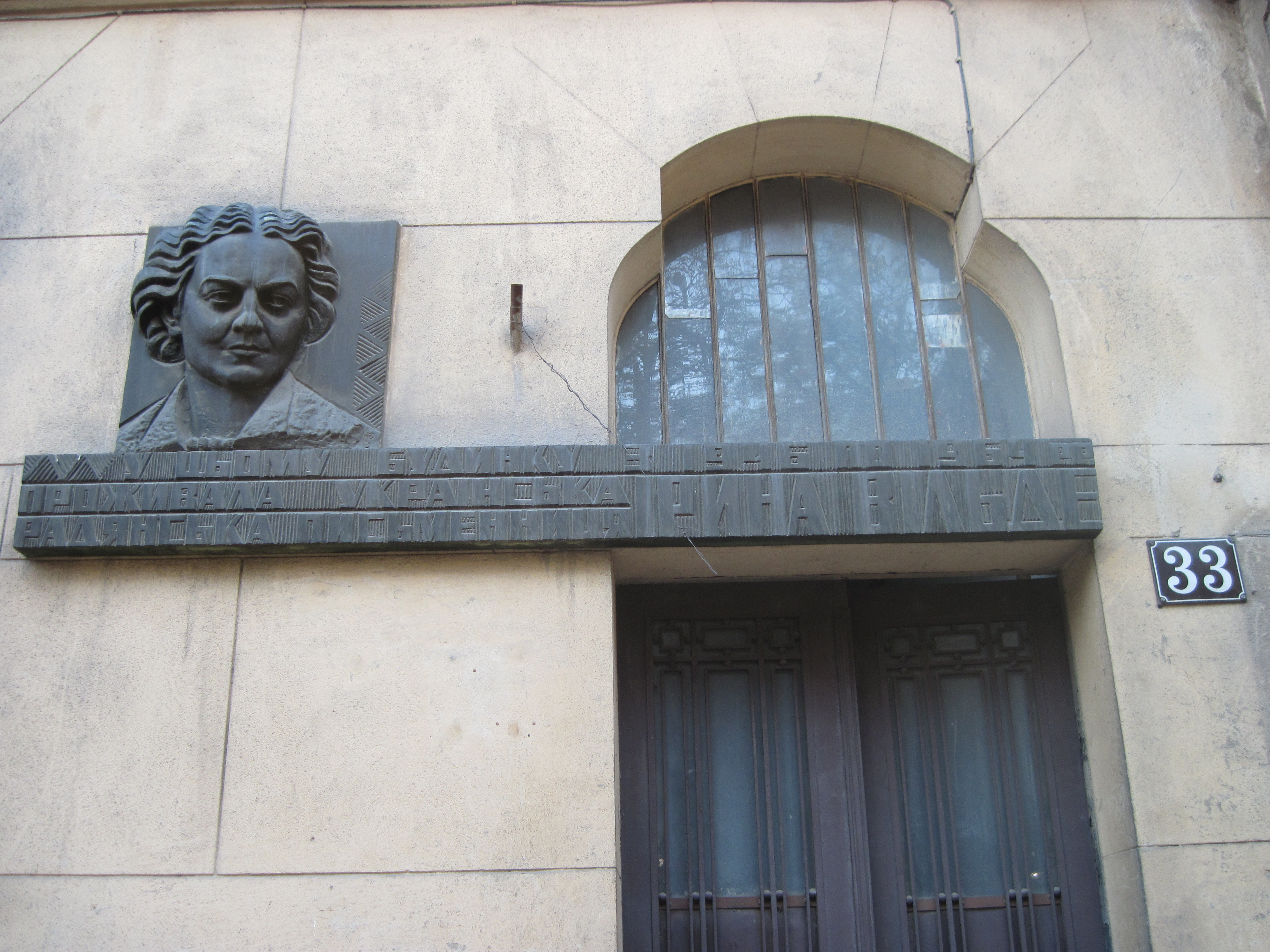
Пам'ятна таблиця Ірині Вільде у Львові

У жовтні 2006 року було прийнято окрему постанову Верховної Ради України «Про відзначення 100-річчя з дня народження української письменниці Ірини Вільде».
У 2008 році в Івано-Франківську, на стіні літературного музею Прикарпаття, відкрито меморіальну таблицю Ірині Вільде.
Від 2010 року у Чернівцях діє пластовий юнацький курінь імені Ірини Вільде.
У журналі «Перець» № 10 за 1977 рік розміщено дружній шарж А. Арутюнянца з нагоди 70-ліття Ірини Вільде.

### Премія імені Ірини Вільде
У 2007 році Львівською організацією Національної спілки письменників України та народним депутатом України Петром Писарчуком було засновано Всеукраїнську літературну премію імені Ірини Вільде.

## Основні публікації

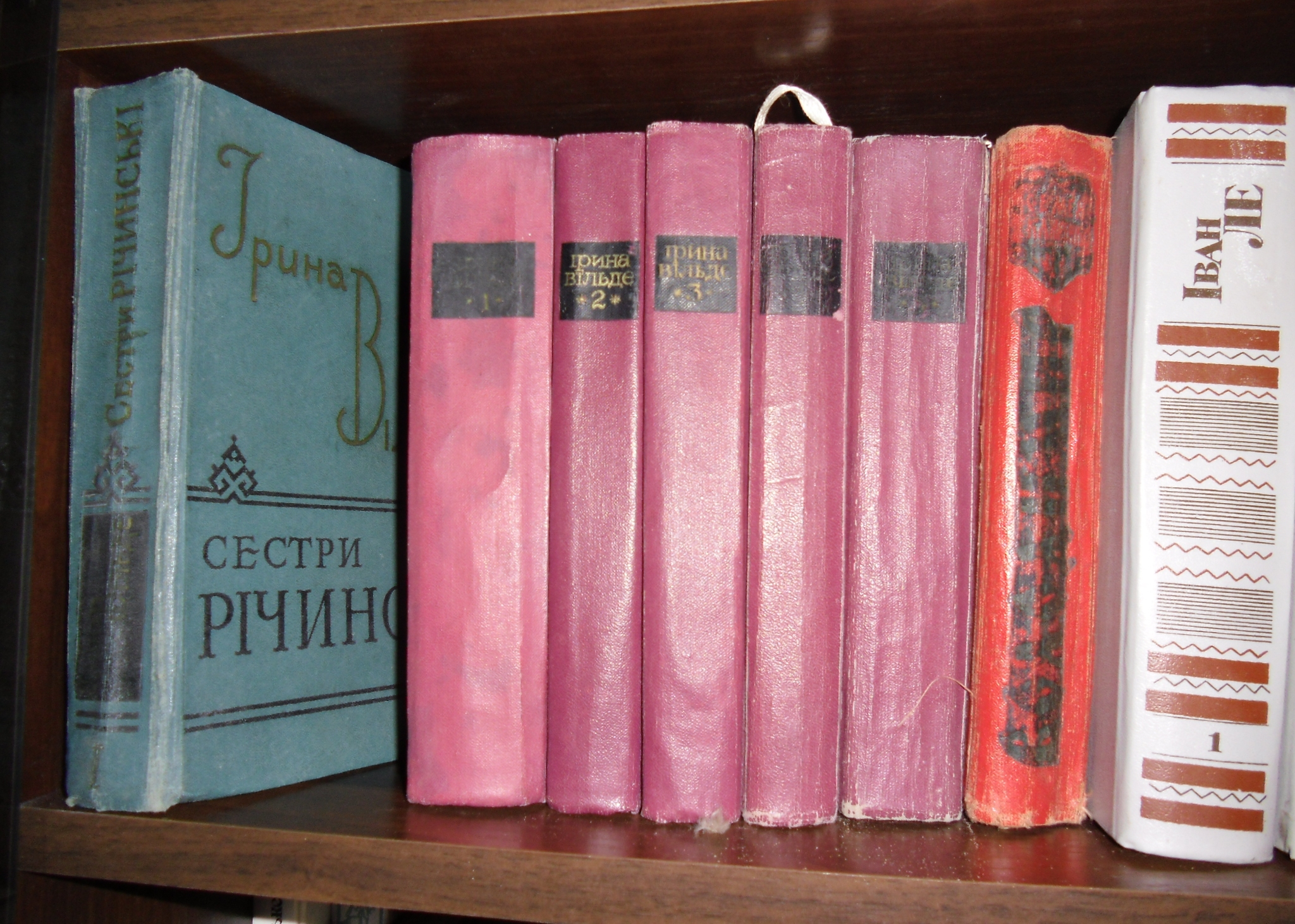
П'ятитомник творів Ірини Вільде

- «Метелики на шпильках» (повість, 1936)
- «Б'є восьма [Архівовано 7 серпня 2020 у Wayback Machine.]» (повість, 1936);
- «Химерне серце» (збірка новел, 1936);
- «Повнолітні діти [Архівовано 26 вересня 2020 у Wayback Machine.]» (повість, 1939);
- «Історія одного життя [Архівовано 19 вересня 2020 у Wayback Machine.]» (1946);
- «Наші батьки розійшлися [Архівовано 19 вересня 2020 у Wayback Machine.]» (1946);
- «Ті з Ковальської [Архівовано 19 вересня 2020 у Wayback Machine.]» (1947);
- «Її портрет» (1948);
- «Стежинами життя [Архівовано 4 серпня 2020 у Wayback Machine.]» (1949);
- «Яблуні зацвіли вдруге» (1949);
- «Повісті та оповідання» (1949);
- Одноактна п'єса «Сватання» [Архівовано 20 вересня 2020 у Wayback Machine.] (1950);
- Роман «Повнолітні діти» (1952);
- «Кури» (1953);
- «Нова Лукавиця» (1953);
- «Оповідання [Архівовано 19 вересня 2020 у Wayback Machine.]» (1954);
- «На порозі» (1955);
- Роман «Сестри Річинські» (книга 1 - 1958; книга 2 - 1964);
- «Ти мене не любив» (1958);
- «Винен тільки я» (1959);
- «Життя тільки починається» (1961);
- «Троянди і терня» (1961);
- «Людське тепло» (1964);
- Твори.  Т. 1-5. К., 1967-1968;
- Збірка ліричних мініатюр «Окрушини» (1969);
- Трилогія «Метелики на шпильках» (2007).

## Відеоматеріали
- Ірина Вільде: фемінізм, УПА і львівські пляцки / Шалені авторки / Ростислав Семків і Віра Агеєва (2022)
- Ірина Вільде. Українська література в іменах
- Ірина Вільде — метелик на шпильках / Ген українців
- Ірина Вільде — українська письменниця і її час | Пишемо історію
- Два життя Ірини Вільде (2007)
- Лекція Тараса Прохаська про Ірину Вільде
- НЕВИГАДАНІ ІСТОРІЇ. № 23 (Ірина Вільде)
- «Неприборкана: Гра долі»
- Ірина Вільде. Кохання і втрата коханого / ГРА ДОЛІ» (документальний цикл «Гра долі»)

## Аудіозаписи творів
- Ірина Вільде. Новели ("Ти", "Піаніст", "Східна мелодія"). Аудіозапис текстів
- Ірина Вільде. "Пуста жінка". Аудіозапис ліричної мініатюри
- Ірина Вільде. "Всюди однаково". Аудіозапис мініатюри
- Ірина Вільде. "Фіалки" (окрушини). Аудіозапис мініатюри. https://www.youtube.com/watch?v=QTMJtEDF57E
- Ірина Вільде. "Рожі": https://www.youtube.com/watch?v=CZxRoPVt_t0

## Тексти творів
- Ірина Вільде на порталі ЗБРУЧ (матеріали і тексти творів)
- Ірина Вільде. Тексти ранніх творів на порталі ЗБРУЧ
- Ірина Вільде (Дарина Макогон) на порталі ЧТИВО
- Ірина Вільде. Повні тексти творів на УКР.ЛІБ
- Ірина Вільде. Сестри Річинські. Книга 2 (вид. 1977)
- Ірина Вільде. Метелики на шпильках. Б'є восьма. Повнолітні діти
- Вільде І. «Метелики на шпильках. Б'є восьма. Повнолітні діти». Дрогобич: Видавнича фірма «ВІДРОДЖЕННЯ», 2007. 472 с.
- Вільде І. Кроки часу: [оповідання, нариси] / Ірина Вільде. Львів: Каменяр, 1979. 206 с.

## Електронні джерела
- До 100-річчя від дня народження Ірини Вільде (Дарії Дмитрівни Полотнюк). Фотодокументи із фондів ЦДКФФА України ім. Г. С. Пшеничного [Архівовано 12 травня 2007 у Wayback Machine.]
- До 100-літнього ювілею Ірини Вільде "Видавнича фірма «Відродження» презентувала книгу: Метелики на шпильках. Б'є восьма. Повнолітні діти [Архівовано 18 листопада 2018 у Wayback Machine.]
- Вільде Ірина в Електронній бібліотеці «Культура України» [Архівовано 15 серпня 2020 у Wayback Machine.]
- Вільде І. Бє восьма: повість: (з циклу «Метелики на шпильках») / Ірина Вільде. — Львів: б. в., 1936. — 302 с. — (Бібліотека «Діла»; ч. 9). [Архівовано 26 вересня 2020 у Wayback Machine.]
- Вільде І. Повісті і оповідання [Архівовано 26 вересня 2020 у Wayback Machine.] / Ірина Вільде. — Київ: Рад. письменник, 1949. — 299 с.
- Вільде І. Новели («Ти», «Піаніст», «Східна мелодія»). Аудіозапис [Архівовано 9 травня 2021 у Wayback Machine.]